# Marble Rock
Marble Rock és una població dels Estats Units a l'estat d'Iowa. Segons el cens del 2000 tenia 326 habitants.

## Demografia
Segons el cens del 2000, Marble Rock tenia 326 habitants, 141 habitatges, i 95 famílies. La densitat de població era de 149,8 habitants/km².
Dels 141 habitatges en un 26,2% hi vivien nens de menys de 18 anys, en un 54,6% hi vivien parelles casades, en un 7,1% dones solteres, i en un 32,6% no eren unitats familiars. En el 30,5% dels habitatges hi vivien persones soles el 18,4% de les quals corresponia a persones de 65 anys o més que vivien soles. El nombre mitjà de persones vivint en cada habitatge era de 2,31 i el nombre mitjà de persones que vivien en cada família era de 2,78.
Per edats la població es repartia de la següent manera: un 21,5% tenia menys de 18 anys, un 10,4% entre 18 i 24, un 22,4% entre 25 i 44, un 25,2% de 45 a 60 i un 20,6% 65 anys o més.
L'edat mediana era de 42 anys. Per cada 100 dones de 18 o més anys hi havia 96,9 homes.
La renda mediana per habitatge era de 35.500 $ i la renda mediana per família de 38.750 $. Els homes tenien una renda mediana de 27.917 $ mentre que les dones 24.688 $. La renda per capita de la població era de 17.937 $. Entorn del 4,2% de les famílies i el 7,2% de la població estaven per davall del llindar de pobresa.

## Poblacions més properes
El següent diagrama mostra les poblacions més properes.